# امبالانتوتا
امبالانتوتا (به لاتین: Ambalantota) یک منطقهٔ مسکونی در سری‌لانکا است که در استان جنوبی (سری‌لانکا) واقع شده‌است.